# Sorridi... e preparati a morire!
Sorridi... e preparati a morire! è l'ottavo libro della saga Horrorland, di Piccoli Brividi, scritta da R.L. Stine.
Il libro si apre con una ragazza di nome Julie che corre in direzione dell'ufficio del signor Web per decidere il luogo in cui scattare la foto scolastica di gruppo. Successivamente, Julie e la sua amica Reena fanno un giro in bicicletta, e durante il percorso si imbattono in un mercatino dove una signora vende una macchina fotografica misteriosa a Julie.
Una volta a casa, Julie scatta una foto a Reena con la nuova macchina: nella foto la ragazza appare con gli occhi rossi e non si riescono a correggere. Improvvisamente Reena grida alla sua migliore amica che le fanno male gli occhi, e le due decidono di chiamare la mamma della ragazza che porta così Reena dall'oculista.
Intanto, Julie è andata a fotografare la partita di basket e ha scoperto che c'erano due dei suoi acerrimi nemici: Becka, Greta e David...

## Edizioni
- R. L. Stine, Sorridi... e preparati a morire!, traduzione di Beatrice Bellini, collana Horrorland, Arnoldo Mondadori Editore, 2009,  p. 154.